# Anarchaea
Anarchaea – rodzaj pająków z infrarzędu Araneomorphae i rodziny Malkaridae. Zalicza się do niego 4 opisane gatunki. Wszystkie są endemitami południowo-wschodniej części Australii.

## Morfologia
Pająki o ciele długości około 2 mm. Kształt karapaksu jest zaokrąglony w widoku grzbietowym i rombowaty w widoku bocznym. Jego części głowowa i tułowiowa są dobrze wyodrębnione. Ośmioro oczu rozmieszczonych jest w dwóch rzędach. Oczy bocznych par są perłowobiałe i stykają się. Oczy pary tylno-środkowej są perłowobiałe, szeroko rozstawione i znacznie oddalone od ciemnych oczu pary przednio-środkowej. Szczękoczułki mają na przedniej krawędzi trzy grupy tęgich zębów. W grupie PTA jest ich pięć lub sześć i stykają się one z pazurem jadowym. W grupie PTB zęby są dwa lub trzy, a w grupie PTC trzy. Samce części gatunków mają na szczękoczułkach listewki służące strydulacji. Warga dolna jest szersza niż długa, trójkątna w zarysie. Niewiele dłuższe niż szerokie sternum ma stępiony wierzchołek. Odnóża pierwszej pary mają na tylno-bocznej powierzchni uda zakrzywiony rządek ząbków. Kolejność odnóży od pary najdłuższej do najkrótszej to: IV, I, II, III.
Opistosoma (odwłok) w widoku od góry jest owalna, u samców zaopatrzona w duże, ciemnobrązowe skutum. W rejonie zaepigastrycznym obecne są skleryty, duże u samców, a małe u samic. Występują trzy pary dobrze wykształconych kądziołków przędnych. Tylna para przetchlinek leży tuż przed stożeczkiem, u samca otoczona jest sklerytem kądziołków, a u samicy osobnym sklerytem.
Nogogłaszczki samca cechują się łyżkowatym cymbium, osadzonym dosiebnie i zwykle zaopatrzonym w rozbieżne wyrostki zewnętrzny i wewnętrzny paracymbium oraz dużym bulbusem z kolczastym embolusem wyrastającym u jego nasady i zakrzywiającym się wokół jego przedniej krawędzi. Ponad bulbusem leży zesklerotyzowana, pokryta urzeźbieniem i zaopatrzona w konduktor płytka dystalna. Samica ma płytkę płciową zaopatrzoną w parę grubościennych zbiorników nasiennych, od których to po jednym przewodzie zapładniającym wiedzie do jamy torebki kopulacyjnej.

## Rozprzestrzenienie
Zwierzęta te są endemitami południowo-wschodniej części Australii. Dwa gatunki żyją wyłącznie na Tasmanii, jeden znany jest tylko z Nowej Południowej Walii, a jeden tylko z południowo-wschodniego Queensland.

## Taksonomia
Rodzaj ten wprowadzony został w 2006 roku przez Michaela Rixa, które jego gatunkiem typowym ustanowił Pararchaea corticola. Rodzaj zaliczony został wówczas do Pararchaeidae. W 2017 roku Dimitar Dimitrow i współpracownicy na podstawie wyników analizy filogenetycznej przenieśli go do rodziny Malkaridae.
Do rodzaju tego zalicza się cztery opisane gatunki:
- Anarchaea corticola (Hickman, 1969)
- Anarchaea falcata Rix, 2006
- Anarchaea raveni Rix, 2006
- Anarchaea robusta (Rix, 2005)